# Norton 588-serie

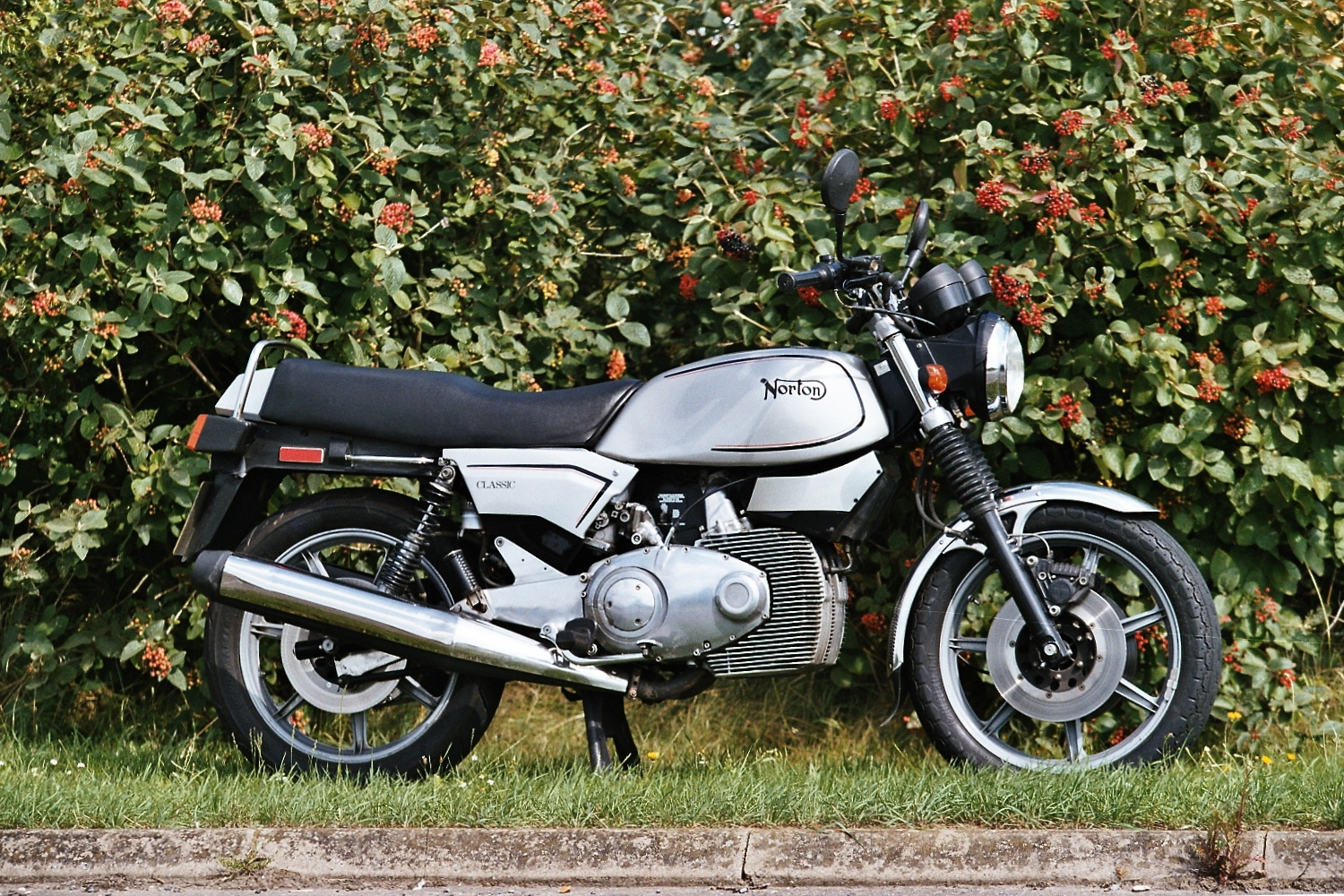
Norton Classic met Wankelmotor, 1987

De Norton 588-serie was een serie motorfietsen voorzien van een 588cc tweeschijfs-wankelmotor die door het Britse merk Norton geproduceerd werd.

## Voorgeschiedenis
Al in 1964 was men bij BSA begonnen met de ontwikkeling van een wankelmotor. Er was al een rijdend prototype geweest, maar in 1969 had Triumph, dat deel uitmaakte van de BSA-groep, de ontwikkeling versneld als antwoord op de opkomst van de Honda CB 750-serie. Het meeste ontwikkelingswerk werd toen gedaan door David Garside, die vooral de koelproblemen probeerde op te lossen. Van een verkooprijp model was het niet meer gekomen, en de wankelmotor verdween al voor de samenvoeging met Norton-Villiers van het toneel. De BSA-groep, bestaande uit Ariel, BSA, Triumph en het carrosseriebedrijf Carbodies kwam begin jaren zeventig in grote problemen en kreeg regeringssteun op voorwaarde dat ze zou opgaan in de Norton-Villiers groep. Dennis Poore, de eigenaar van de Norton-Villiers groep, kreeg ook regeringssteun om de BSA-groep in zijn concern op te nemen. Daardoor werd de naam "Triumph" aan deze groep toegevoegd, waarschijnlijk omdat Triumph het meest populaire en best verkopende merk was. De regering wisselde echter en de steun werd ingetrokken. Dennis Poore besloot de Triumph fabriek in Meriden te sluiten. Het bedrijf werd uiteindelijk overgenomen door het personeel en losgekoppeld van het concern. Norton-Villiers hield ook de door BSA en Triumph ontwikkelde wankelmotoren aan de korte samenwerking over. Tijdens de Internationale Fahrrad- und Motorrad-Ausstellung (IFMA) in Keulen in 1974 werden een groot aantal - toen nog - sensationele modellen getoond, zoals de Honda GoldWing-serie, maar ook een aantal modellen met wankelmotoren: de Van Veen OCR 1000, Sachs/Hercules W 2000 en de Suzuki RE 5. De Triumph tweeschijfs wankelmotor werd ook getoond, onder de naam "Norton Triumph". Het was alleen een motorblok, waarvan al bekend was dat het nog niet productierijp was en vooral leed onder oververhittingsverschijnselen bij topprestaties. Op deze manier kon Norton-Triumph aantonen dat het in elk geval nog bestond en aan nieuwe ontwikkelingen werkte.

### Norton Motors (1978) Ltd, Shenstone
Uiteindelijk bleef de beloofde regeringssteun uit, Triumph en Norton-Villiers gingen failliet en de productie van het laatste topmodel, de Norton Commando werd rond 1977 beëindigd. Dennis Poore besloot met het merk Norton een doorstart te maken in een fabriek in Shenstone, maar nu met de wankelmotoren. Er werden zowel lucht- als watergekoelde motoren gemaakt, waarbij de vloeistofgekoelde eenschijfsmotoren o.a. voor doelvliegtuigjes voor luchtdoelgeschut werden gebruikt, maar ook als inbouwmotor voor hovercrafts. De luchtgekoelde versie werd gebruikt in de MidWest AE serie vliegtuigmotoren.

## Norton Interpol P39
De luchtgekoelde tweeschijfsmotoren zouden in motorfietsen worden gebouwd. Het frame was daarom een monocoque constructie, want de koellucht moest dóór het frame via twee papierfilters naar de rotors geleid worden, om ook het inwendige van de motor te koelen. Waarschijnlijk werden al rond 1981 de eerste proeven genomen met de luchtgekoelde 588cc wankelmotor, ingebouwd in politiemotoren onder de naam Interpol met als "werkaanduiding" P39.

## Norton Interpol 2 P41
Halverwege de jaren tachtig werden de eerste Interpols, inmiddels met de typeaanduiding "Interpol 2" aan de Britse politie, de Militaire Politie van de Royal Air Force en de Royal Automobile Club geleverd. De ouderwetse Avonaire stroomlijnkuip van de Commando Interpol was vervangen door een omgebouwde BMW R 100 RT kuip. Er deden zich echter een aantal problemen voor met de machines, zoals interferentie van het verbindingssysteem door de elektronische brandstofinjectie, waardoor de motor kon afslaan als de spreeksleutel werd ingedrukt. Bij warm weer raakte de luchtgekoelde motor oververhit, waardoor een temperatuurgevoelige schakelaar één rotor uitschakelde. Daardoor werd de andere rotor nog veel warmer, waardoor de enige optie was de motor stil te zetten en te laten afkoelen. De kabelboom was op de eerste modellen te kort waardoor een connector binnen in de stroomlijnkuip kon afbreken als het stuur in de uiterste stand werd gedraaid.

## Norton P51
In 1981 wilde Lotus een 2+2-auto bouwen met een vloeistofgekoelde turbo-versie van de Norton Wankelmotor. De motor bleek echter niet genoeg doorontwikkeld voor die "Nora-project". In 1984 werd een watergekoeld prototype-motorfiets gebouwd, de Norton P51.

## Norton Interpol 2A P52
Om de problemen met de luchtgekoelde motoren op te vangen werden de modellen die tegen het einde van de productie in 1989 werden geleverd voorzien van de vloeistofgekoelde motoren van de Norton Commander. Toen de Commander modellen op de markt kwamen werden de machines voor de overheidsdiensten door de Commander P52 vervangen.

## Norton Classic P43
In 1987 produceerde Norton de eerste "burger" uitvoering van de wankelmotor, de "Classic", die nog een luchtgekoelde motor had en slechts in één kleur, zilvergrijs, leverbaar was. Hoewel eind 1987 gemeld werd dat de eerste serie van 100 stuks "binnen de kortste keren uitverkocht" was, werden er niet méér gebouwd.

## Norton Commander P52 en Commander P53
De Commander kwam eind 1988 op de markt in twee versies: de P52 als opvolger van de Interpol politiemotor, met een enkel zadel, en de P53 als burgeruitvoering, met een duozadel. Beide modellen waren voorzien van een nieuw ontworpen stroomlijnkuip waarbij nog een klein beetje "leentjebuur" was gespeeld bij BMW (in elk geval voor de richtingaanwijzers en waarschijnlijk voor de ruit). Ook Yamaha leverde een aantal belangrijke onderdelen, zoals de gietwielen, de telescoopvork en de instrumenten. De kofferset was nu geïntegreerd in de stroomlijn, waardoor de machine een strak en modern uiterlijk kreeg. Het systeem was echter onpraktisch, omdat de kofferset niet afgenomen en meegenomen kon worden. Daarom kreeg de laatste versie van de P53 een andere stroomlijn met afneembare Krauser K2 koffers.

## Norton RC 588
In 1988 namen Simon Buckmaster en Trevor Nation met de RC 588 deel aan de Eurolantic Challenge en de TT van Man. Het eerste raceseizoen in nationale Britse Formule 750 wedstrijden verliep aanvankelijk slecht, maar naarmate het seizoen vorderde werden de prestaties beter en uiteindelijk won gastrijder Andy McGladdery de eerste wedstrijd voor de Norton wankelmotor. Al snel meldde de voormalige sponsor John Player zich opnieuw, zodat het raceteam op professionele wijze kon worden opgezet. Stuwende kracht achter de RC 588 racemotor was Brian Crighton, die ook pleitbezorger was geweest voor de verdere ontwikkeling van de wankelmotoren, maar in 1986 Norton teleurgesteld had verlaten. Na de overname door LeRoux was hij teruggekeerd.

## Norton RCW 588
In 1989 zette Norton de machine in in het F1 wereldkampioenschap. De machine had nu waterkoeling en kreeg de naam RCW 588, waarbij de "W" stond voor "Water cooled". Het reglement van de FIM schreef voor viercilinders een maximale cilinderinhoud van 750cc voor, voor tweecilinders was dat 1.000cc. Via een vermenigvuldigingsfactor van 1,7 mocht een tweeschijfs wankelmotor 588cc kamerinhoud hebben. Dat kan geen toeval geweest zijn. De machine leverde aanvankelijk 135 pk, maar aan het einde van het seizoen werd al een vermogen van 152 pk opgegeven. De machine had een aangepast Spondon frame. De successen bleven vooralsnog beperkt tot de nationale races, met overwinningen en twee Britse titels voor Steve Spray in de Britse Formule 1 wedstrijden en de Shell Oils Supercup. Crighton had in 1990 plannen om een 500cc versie van de motor te laten homologeren voor de 500cc Grand Prix' en nam proeven met de zijspanracer van Colin Rust en Tony Hewitt. John Player Norton Racing kreeg in 1991 toestemming van de FIM om aan een aantal Grand Prix' deel te nemen met de RCW 588. Ron Haslam behaalde op die manier een twaalfde plaats in de Britse Grand Prix op Donington Park.

## Norton F1 P55
Eind 1989 kwam de Norton F1 op de markt. De machine was afgeleid van de RCW 588, maar had een meer Deltabox-achtig aluminium kokerbalkenframe. De machine was gespoten in zwart/goud, de inmiddels bekende John Player sponsorkleuren. Hij leverde 95 pk en ging liefst 49.950 gulden kosten. Ter vergelijking: een 110 pk sterke Suzuki GSX-R 750 kostte 20.000 gulden. De oude Triumph versnellingsbak, die nog in de Triumph Trident was gebruikt, was eindelijk vervangen door een beter exemplaar, dat van "hofleverancier" Yamaha (de FZR 1000) werd betrokken. Doordat deze versnellingsbak slechts twee assen kende in plaats van de drie van Triumph, moest de draairichting van het blok worden omgedraaid en draaiden de rotors nu dus achteruit. De F1 had ook twee nieuwe Mikuni 34 mm valstroomcarburateurs, waardoor het blok smaller gebouwd was. Als bijkomend voordeel van de omgekeerde draairichting van de motor was het inlaattraject korter geworden. De uitlaten werden juist langer waardoor de motor ook stiller werd. Toch moest de inlaatlucht een lange weg afleggen: eerst door de rotors om deze te koelen, van daaruit naar een verzamelkamer en dan via de carburateurs naar de verbrandingskamers. Daardoor warmde de lucht ook sterk op (tot ca. 100°C), waardoor veel vermogen verloren ging. Hoewel de motor in wegracereglementen werd beschouwd als een 1.000 cc tweecilinder, vergeleek Norton hem wijselijk met 588cc motoren, zodat het beperkte vermogen enigszins verbloemd werd. De motor was ontworpen door Seymore & Powell in Londen en was qua formaat en compactheid vergelijkbaar met een 600cc sportmotor. Behalve de versnellingsbak had Yamaha ook gezorgd voor het instrumentenpaneel, de bedieningshandels, de stuurschakelaars, de remcilinders, de hydraulische koppelingsbediening en het injectiesysteem voor de tweetaktolie, dat nodig was vanwege het total loss smeersysteem. Men plande voor 1990 een productie van 500 stuks, waarbij vooral op Japanse klanten gerekend werd.

## Norton F1R productieracer
Eind 1990 toonde Norton op de Birmingham Bike Show de eerste van een kleine serie productieracers, die 130 pk leverden en door klanten konden worden ingezet in Formule 1 en Superbike races. Er werd ook gerept over een "kale" versie van de Commander, zonder stroomlijnkuip die in een gelimiteerde serie van 100 stuks geproduceerd zou gaan worden.

## Marktvergelijking 1991
In 1989 was men nog voornemens om 400 Commanders per jaar te produceren. Ze waren echter nauwelijks te verkopen. Wie op rationele gronden een motorfiets wilde kopen, kon met geen mogelijkheid bij het merk Norton uit komen. De Commander en de F1 hadden als voordeel dat ze trillingvrij liepen en dat ze een bijzonder (zescilinder) geluid maakten, maar nadelen waren er meer:
- Het geleverde vermogen en de gebruiksvriendelijkheid stonden in geen enkele verhouding tot de prijs van de machines, zeker vergeleken met producten van de concurrentie. Voor veel minder geld kon men een veel betere toermotorfiets dan de Commander en zelfs twee veel sterkere sportmotoren dan de F1 kopen.
- De Commander was lang niet zo "exclusief" als de fabriek deed vermoeden. Het was een allegaartje van Norton, BMW en Yamaha onderdelen. Bij de F1 was nog meer gebruikgemaakt van Yamaha onderdelen.
- Inherent aan het wankel principe was de total loss smering (een deel van de motorolie werd verbrand), die tot een olieverbruik van 1 liter op 1.000 km leidde. Dat was voor veel aspirant klanten niet acceptabel.
- Cardanaandrijving was inmiddels de norm voor toermotorfietsen, zeker in het duurdere segment, maar de Norton Commander had kettingaandrijving.
- Wankelmotoren in motorfietsen hadden steeds tot mislukkingen geleid. Dat was al gebeurd met de Hercules W 2000, de Suzuki RE 5 en de Van Veen OCR 1000, terwijl MZ, Yamaha en zelfs BSA/Triumph niet verder dan prototypes gekomen waren.

| Toermodellen               | Koppel  | Vermogen | Topsnelheid | Gewicht | Prijs (1991) |                    | Sportmodellen | Koppel | Vermogen   | Topsnelheid | Gewicht  | Prijs (1991) |
| -------------------------- | ------- | -------- | ----------- | ------- | ------------ | ------------------ | ------------- | ------ | ---------- | ----------- | -------- | ------------ |
| Norton Commander           | 75,4 Nm | 85 pk    | 192 km/uur  | 235 kg  | ﬂ 34.950     | Norton F1          | 48 Nm         | 95 pk  | 245 km/uur | 192 kg      | ﬂ 49.950 |              |
| BMW K 100 LT               | 86 Nm   | 90 pk    | 215 km/uur  | 263 kg  | ﬂ 26.950     | Ducati 851 Strada  | 87 Nm         | 105 pk | 240 km/uur | 199 kg      | ﬂ 33.990 |              |
| BMW K1                     | 100 Nm  | 100 pk   | 230 km/uur  | 239 kg  | ﬂ 28.300     | Ducati 888 SP      | N.o.          | 128 pk | 250 km/uur | 188 kg      | ﬂ 44.990 |              |
| Ducati 906 Paso            | 82 Nm   | 88 pk    | 230 km/uur  | 205 kg  | ﬂ 19,990     | Honda VFR 750 F    | 76,4 Nm       | 100 pk | 243 km/uur | 215 kg      | ﬂ 21.995 |              |
| Honda ST 1100 Pan European | 107 Nm  | 100 pk   | N.o.        | 284 kg  | ﬂ 24.995     | Kawasaki ZXR 750   | N.o           | 107 pk | N.o.       | N.o.        | ﬂ 20.498 |              |
| Kawasaki GTR 1000          | 98 Nm   | 110 pk   | 215 km/uur  | 258 kg  | ﬂ 19.998     | Kawasaki ZXR 750 R | N.o.          | 121 pk | N.o.       | N.o.        | ﬂ 25.998 |              |
| Moto Guzzi 1000 SP III     | 78 Nm   | 72 pk    | 198 km/uur  | 230 kg  | ﬂ 22.990     | Suzuki GSX-R 750   | 75 Nm         | 110 pk | N.o.       | 193 kg      | ﬂ 19.999 |              |
| Suzuki GSX 1100 F          | 114 Nm  | 136 pk   | 250 km/uur  | 244 kg  | ﬂ 18.999     | Yamaha FZ 750      | 65,7 Nm       | 91 pk  | 230 km/uur | 181 kg      | ﬂ 16.999 |              |
| Yamaha FJ 1200             | 109 Nm  | 125 pk   | 243 km/uur  | 243 kg  | ﬂ 19.999     | Yamaha FZR 750 R   | 77,5 Nm       | 121 pk | 255 km/uur | 187 kg      | ﬂ 45.000 |              |

## Norton F1 Sport (P55B)
Joachim ("Joe") Seifert was als importeur voor Duitsland én eigenaar van de Europese merkrechten in 1991 al volop in de weer met de Norton Wankelmotoren. Hij stoorde zich aan een aantal problemen die waren opgetreden met de Norton F1. Om te beginnen waren er emissieproblemen, die bij de Commander niet voorkwamen. Daarnaast was de motorfiets erg oncomfortabel doordat de koellucht nauwelijks weg kon, waardoor de berijder het erg warm kreeg. Samen met constructeur Richard Negus zocht hij naar oplossingen voor deze problemen. Die oplossingen waren in de Norton fabriek voorhanden: de emissieproblemen werden opgelost door terug te grijpen naar de constant vacuüm carburateurs van de Commander en het bestaande plaatwerk van de wankel racemotoren. Negus en Seifert ontwikkelden samen een nieuwe versie van de F1, die in 1992 als F1 Sport met de fabrieksaanduiding P55B op de markt kwam.

## Norton NRS 588
De NRS 588 was de opvolger van de RCW 588 en werd in de seizoenen 1992 en 1993 ingezet in races. Het vermogen werd nog steeds opgegeven als "meer dan 135 pk", dat zal waarschijnlijk ca. 145 pk geweest zijn. Met de NRS 588 speelde Norton tot in 1994 een belangrijke rol in de Britse Nationale races. John Player ondersteunde het project tot 1992. Daarna werd de sponsoring van het raceteam overgenomen door smeermiddelenproducent Duckhams.

## Norton F2 Prototype
Er werd eind 1991 zelfs nog een prototype gepresenteerd, de Norton F2, die feitelijk een spaarversie van de F1 had moeten zijn, maar nooit in productie kwam. Er werd aanvankelijk gemikt op een prijs van ca. 35.000 gulden en later zelfs 28.000 gulden, een bedrag dat nog steeds in geen enkele verhouding stond tot de geleverde prestaties van de motor. In 1992 had het bedrijf een schuld van omgerekend 20 miljoen gulden. Van de geplande 1.000 motorfietsen waren er slechts 200 verkocht. Sinds 1990 mochten aandelen Norton al niet meer verhandeld worden, de inmiddels ontstane "Norton Group" werd opgesplitst in verschillende bedrijven, waarschijnlijk om te voorkomen dat de motorfietstak het hele bedrijf in zijn val zou meesleuren. Men maakte immers nog steeds wankelmotoren voor doelvliegtuigjes. In 1994 ging Norton failliet.

## Norton NRV 588
Na het failliet in 1994 eindigden ook de race-activiteiten met de Norton wankels. Brian Crighton bleef echter aan de machines verknocht. In 2004 restaureerde hij Norton wankelmotoren voor het Britse National Motorcycle Museum. Het museum besloot hem financieel te ondersteunen om zijn droom, racen met Norton wankelmotoren, waar te maken. Crighton ontwierp een nieuw frame, dat opnieuw door Spondon werd gebouwd en de machine kreeg een carbonfiber stroomlijnkuip van Harris Performance. Het gewicht daalde tot slechts 130 kg, terwijl het vermogen dankzij moderne technieken op ca. 170 pk kwam. De machine had onder andere een fly-by-wire systeem. Stuart Garner, de tegenwoordige eigenaar van Norton, is ook enthousiast om de wankelmachines opnieuw aan de start van wegraces te brengen. Er zijn plannen om de kamerinhoud te verhogen naar 700cc, waarmee een vermogen van 210 pk mogelijk moet zijn. Eventuele racesuccessen moeten dan weer geld genereren door de verkoop van productieracers. Stuart Garner persoonlijk reed al in 2009 met een wankelmotor op de Bonneville-zoutvlakte en haalde een snelheid van 278 km/uur. Waarschijnlijk zal het NRV 588 project, nu Garner zich concentreert op de productie van de Norton Commando 961 modellen, voorlopig naar de achtergrond schuiven.